# Golzinne
Golzinne est un hameau du village de Bossière qui est traversé par un petit affluent de l’Orneau. Il fait aujourd’hui administrativement partie de la ville de Gembloux, en province de Namur (Région wallonne de Belgique).

## Histoire
Charles de Monin, seigneur de Golezines (Golzinne), échevin de Namur, bénéficie le 18 septembre 1649 de lettres d'anoblissement données à Madrid (la région est alors détenue par l'Espagne). Il a été échevin pour la première fois en 1622, bourgmestre de Namur pendant 6 ans, puis receveur des aides que les prélats du comté de Namur versent à leur souverain. Lors de ses mandats de bourgmestre, il a avancé de grosses sommes d'argent, tandis que lui ni lui, ni ses ancêtres ne se sont livrés au commerce.

## Curiosités
- On y exploite - dernier site au monde connu pour cela – un marbre noir appelé également le Noir belge ou Noir de Golzinne. Ce marbre a été utilisé dans l’ornementation du château de Versailles[2].

- Il y avait autrefois un château du duc de Brabant faisant face au château de Corroy-le-Château.